# Laofonté
Laofonté nebo Laofonta (starořecky Λαοφόντη) je v řecké mytologii dcera Pleuróna z Aitolia a jeho manželky Xanthippy.
Starověký autor Apollodoros z Athén uvádí, že Laofonté, dcera Pleuróna, měla bratra Agénora a sestry Stratoniku a Steropu. Podle jiného starověkého zdroje se stala manželkou aitólskeho krále Thestia a porodila mu dcery Althaia a Lédu.